# Fissistigma oldhamii
Fissistigma oldhamii (Hemsl.) Merr. – gatunek rośliny z rodziny flaszowcowatych (Annonaceae Juss.). Występuje naturalnie w południowo-wschodnich Chinach (w prowincjach Fujian, Guangdong, Hajnan, Hunan, Jiangxi, Junnan i Zhejiang oraz w regionie autonomicznym Kuangsi) oraz na Tajwanie. 

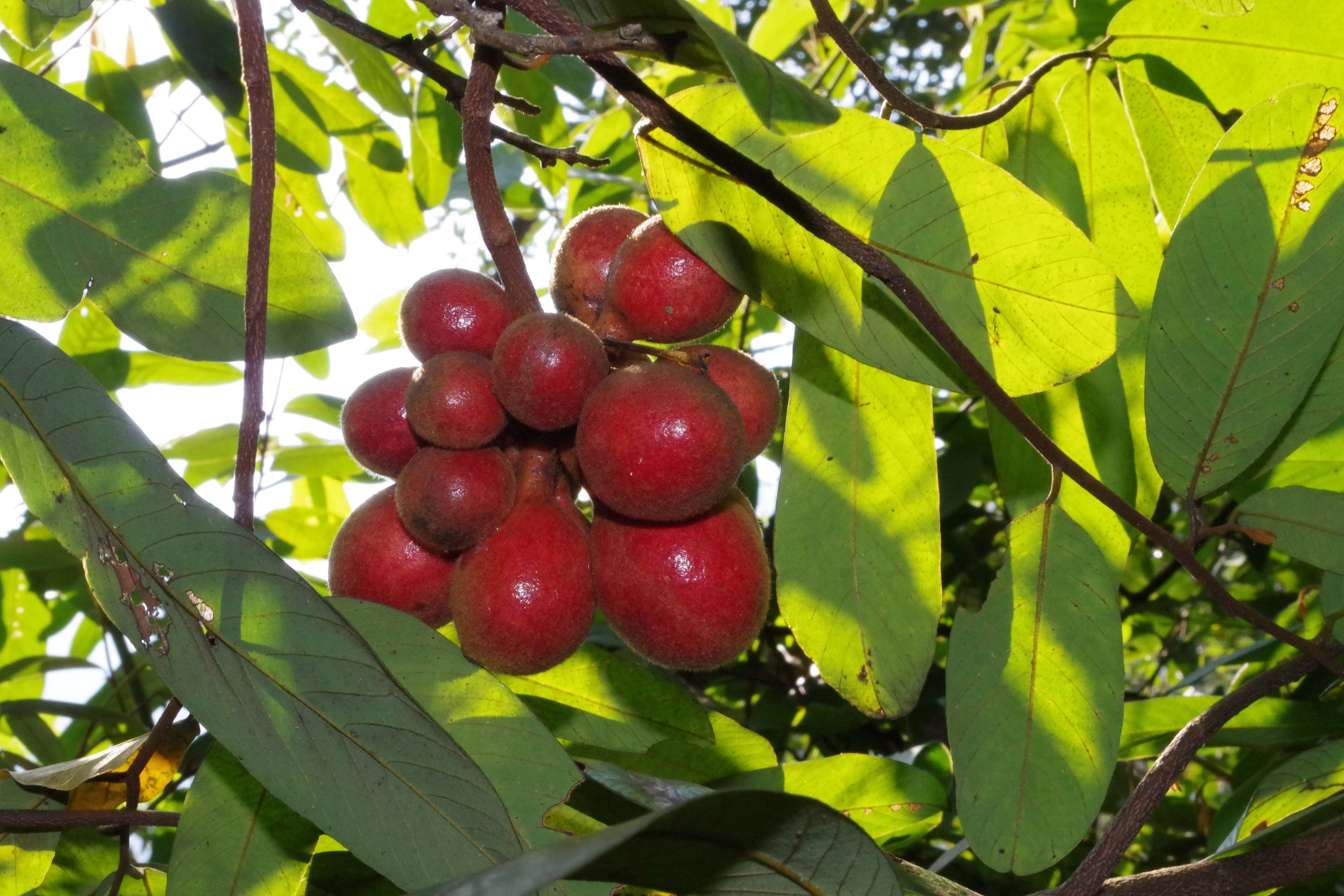
Owoce

## Morfologia

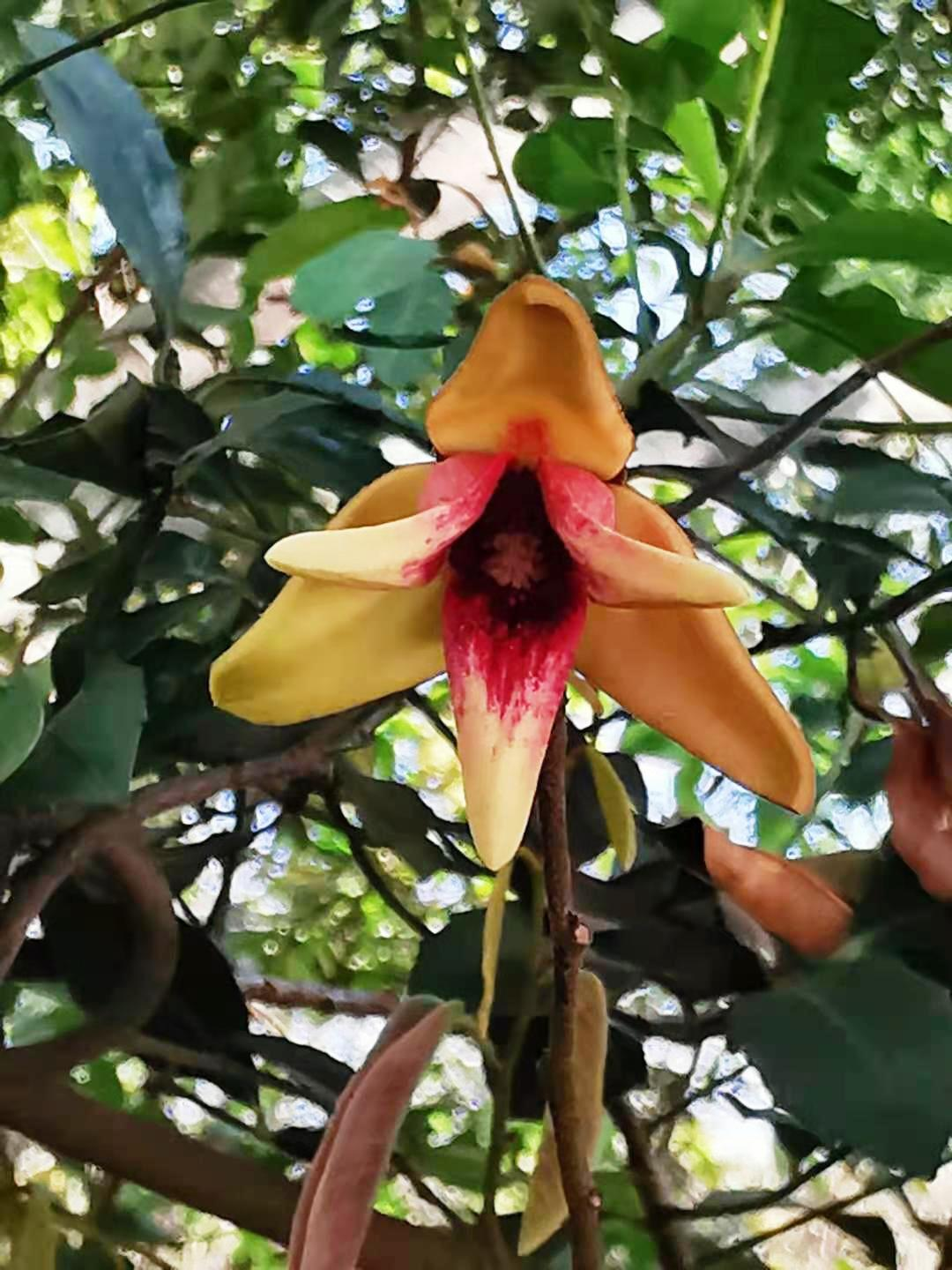
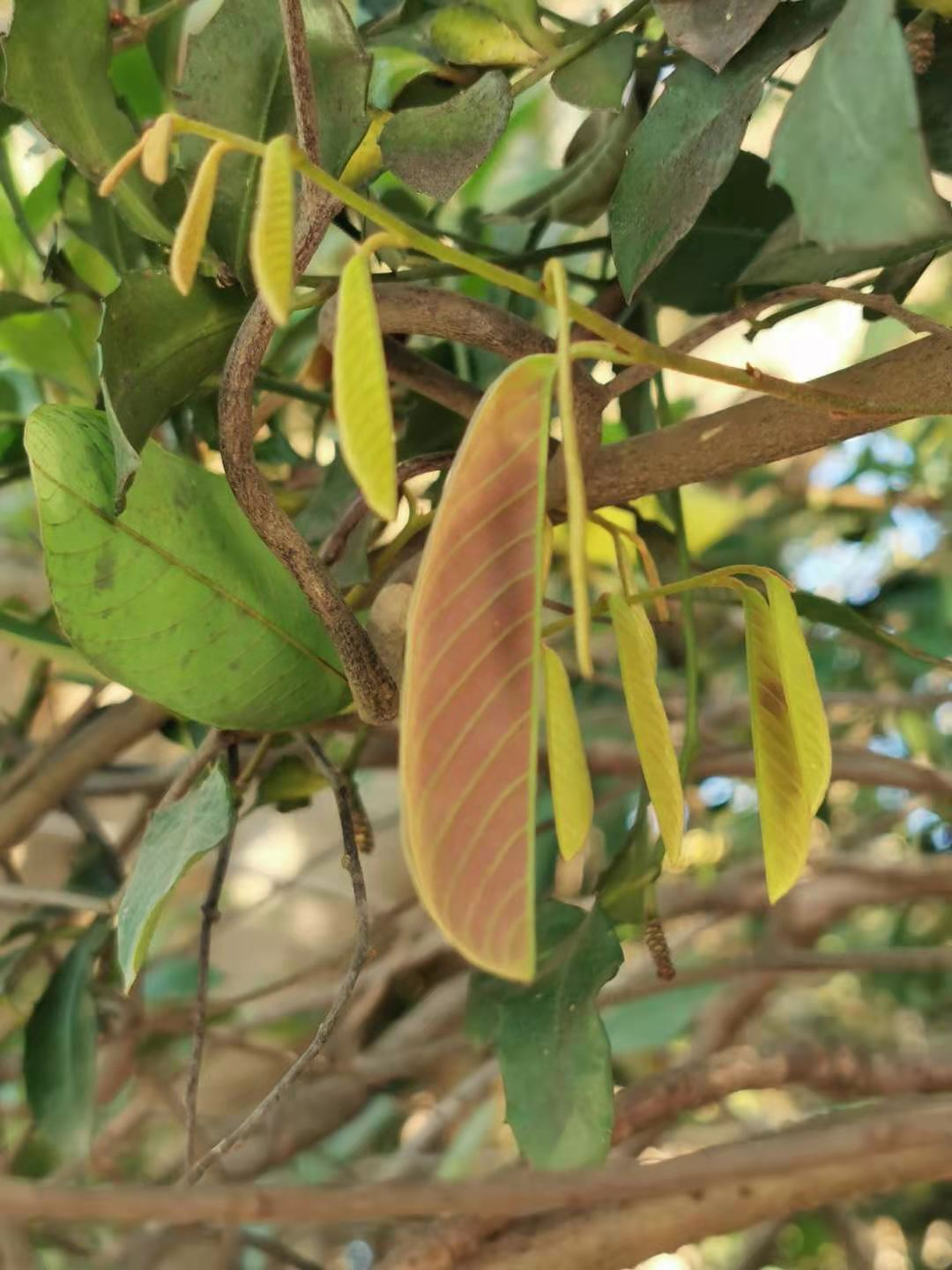
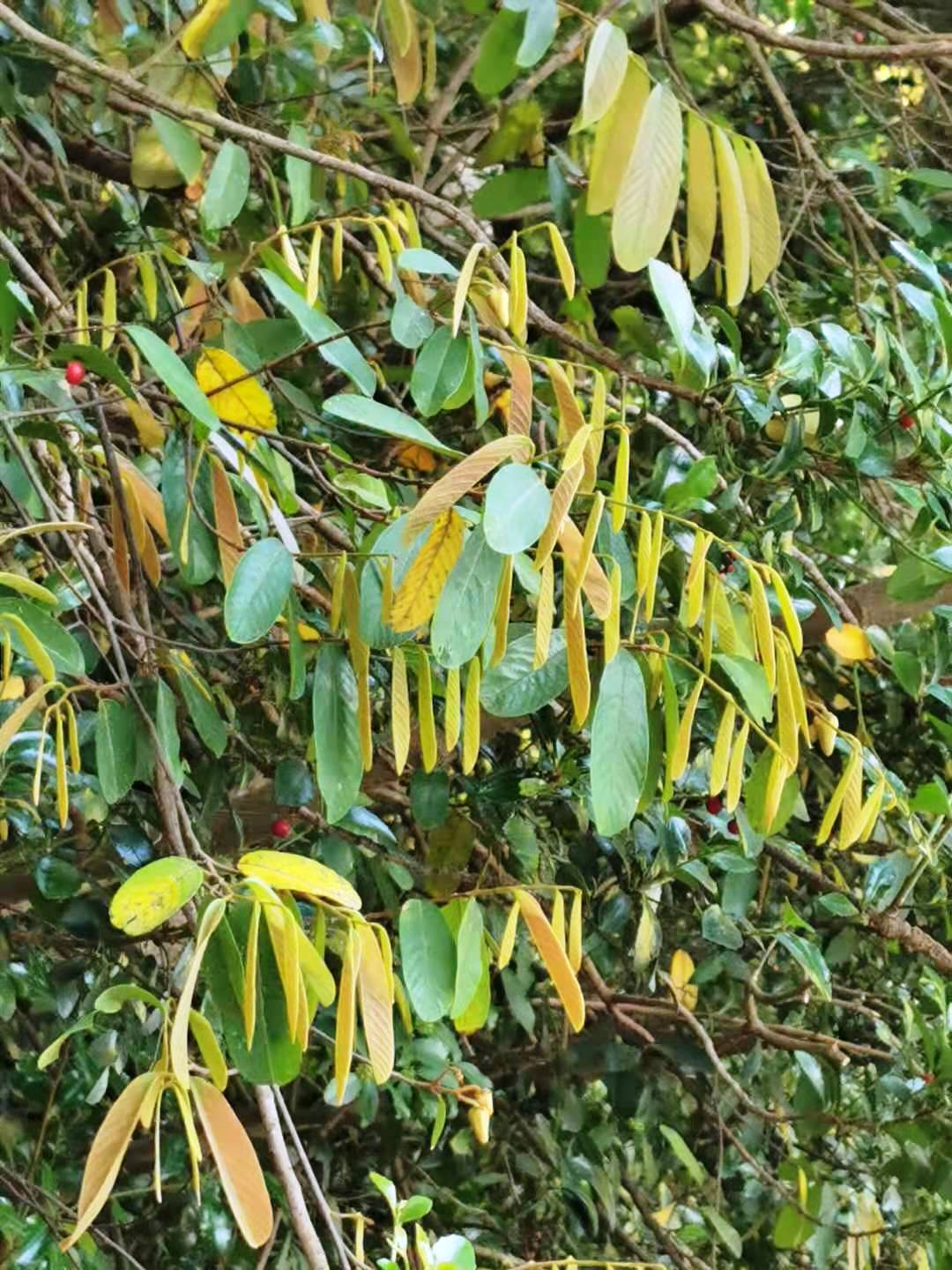

PokrójZimozielone i zdrewniałe liany dorastające do 8 m długości. Gałęzie są owłosione.
LiścieMają kształt od podłużnego do eliptycznie odwrotnie jajowatego. Mierzą 6–13 cm długości oraz 2–5 cm szerokości. Są skórzaste, mniej lub bardziej owłosione od spodu. Nasada liścia jest od zaokrąglonej do klinowej. Blaszka liściowa jest o ostrym lub zaokrąglonym wierzchołku. Ogonek liściowy jest owłosiony i dorasta do 10 mm długości.
KwiatySą pojedyncze lub zebrane po 2–8 w kłębiki na szypułkach o długości ok. 2,5 cm. Poszczególne kwiaty osiągają około 1,5 cm średnicy. Działki kielicha są brązowo omszone, mają szerokotrójkątny kształt, na szczycie są zaostrzone i osiągają ok. 3–5 mm długości przy szerokości 5–6 mm. Płatki korony są jasnożółte do złotych, zewnętrzne mają podłużnie owalny kształt, są owłosione od zewnątrz i nagie od wewnątrz i osiągają ponad 20 mm długości i ponad 10 mm szerokości, natomiast wewnętrzne są owalnie lancetowate, mają ok. 20 mm długości przy szerokości 6 mm, omszone są z obu stron, a na brzegu także orzęsione. Kwiaty mają około 100 pręcików o długości ok. 2 cm i 24-26 słupków pokrytych złotymi włoskami. W każdym owocolistku znajduje się 10 zalążków. Biała szyjka słupka zwieńczona jest rozwidlonym znamieniem.
OwoceZebrane w owoc zbiorowy o kulistym kształcie. Są omszone, osadzone na szypułkach. Osiągają 18 mm średnicy.

## Biologia i ekologia
Rośnie w zaroślach. Występuje na wysokości od 500 do 1500 m n.p.m. Kwitnie od kwietnia do września, natomiast owoce pojawiają się od lipca do lutego. 

## Zastosowanie
Włókna uzyskane z kory są stosowane do produkcji lin i papieru. Bardzo aromatyczne kwiaty i nasiona są surowcem do pozyskiwania olejków eterycznych stosowanych w przemyśle kosmetycznym. Korzenie mają zastosowanie w leczeniu urazów stawów oraz w medycynie ludowej.